# Copa Mundial Femenina de Fútbol Sub-20 de 2018
La IX Copa Mundial Femenina de Fútbol Sub-20 se disputó en Francia del 5 al 24 de agosto. Francia también organizó la Copa Mundial Femenina de Fútbol de 2019.

## Candidaturas
La organización de la Copa Mundial Femenina de Fútbol incluye también los derechos de organización de la Copa Mundial Femenina de Fútbol Sub-20 en el año anterior, (similar a lo que ocurre con la Copa Mundial de Fútbol, en la que el país anfitrión organiza también, la Copa Confederaciones en el año anterior).
- Francia[1]

## Sedes
| Francia          | Francia                                  | Francia              |
| Concarneau       | Concarneau Dinan-Léhon Saint-Malo Vannes | Dinan-Léhon          |
| ---------------- | ---------------------------------------- | -------------------- |
| Stade Guy-Piriou | Concarneau Dinan-Léhon Saint-Malo Vannes | Stade du Clos Gastel |
| Capacidad: 6 500 | Concarneau Dinan-Léhon Saint-Malo Vannes | Capacidad: 2 500     |
|                  | Concarneau Dinan-Léhon Saint-Malo Vannes |                      |
| Saint-Malo       | Concarneau Dinan-Léhon Saint-Malo Vannes | Vannes               |
| Stade Marville   | Concarneau Dinan-Léhon Saint-Malo Vannes | Stade de la Rabine   |
| Capacidad: 2 500 | Concarneau Dinan-Léhon Saint-Malo Vannes | Capacidad: 9 500     |
|                  | Concarneau Dinan-Léhon Saint-Malo Vannes |                      |

## Equipos participantes
En cursiva, los debutantes en la Copa Mundial Femenina de Fútbol Sub-20.
| Competición                                        | Fecha                                      | Sede              | Plazas | Clasificados                            |
| -------------------------------------------------- | ------------------------------------------ | ----------------- | ------ | --------------------------------------- |
| País anfitrión                                     | 19 de marzo de 2015                        | Ginebra           | 1      | Francia                                 |
| Campeonato Europeo Femenino Sub-19 de la UEFA 2017 | 8 al 20 de agosto de 2017                  | Irlanda del Norte | 4      | Alemania España Inglaterra Países Bajos |
| Campeonato Sub-19 femenino de la AFC de 2017       | 15 al 28 de octubre de 2017                | China             | 3      | China Corea del Norte Japón             |
| Campeonato Femenino Sub-20 de la OFC 2017          | 11 al 24 de julio de 2017                  | Nueva Zelanda     | 1      | Nueva Zelanda                           |
| Campeonato Femenino Sub-20 de la CAF de 2017       | 21 de julio de 2017 al 28 de enero de 2018 | Eliminatorias     | 2      | Ghana Nigeria                           |
| Campeonato Sudamericano Femenino Sub-20 2018       | 13 al 31 de enero de 2018                  | Ecuador           | 2      | Brasil Paraguay                         |
| Campeonato Femenino Sub-20 de la Concacaf de 2018  | 18 al 28 de enero de 2018                  | Trinidad y Tobago | 3      | Estados Unidos Haití México             |
| TOTAL                                              |                                            |                   | 16     |                                         |

## Sorteo
El sorteo oficial se realizó el 8 de marzo de 2018 en la Casa de Ópera de Rennes en Rennes, Bretaña.
Los bombos fueron ordenados de acuerdo a los resultados de cada equipo basado en las últimas 5 ediciones de la Copa Mundial Femenina de Fútbol Sub-20. Los equipos de la misma confederación no podrán quedar encuadrados en el mismo grupo (a excepción de la UEFA con 5 equipos participantes).
| Cabezas de serie                                   | Bombo 2                                     | Bombo 3                   | Bombo 4                                |
| -------------------------------------------------- | ------------------------------------------- | ------------------------- | -------------------------------------- |
| Francia (Anfitrión) Alemania Corea del Norte Japón | Estados Unidos Nigeria México Nueva Zelanda | Brasil España Ghana China | Inglaterra Paraguay Haití Países Bajos |

## Primera fase
- Todos los horarios corresponden a la hora central europea de verano (UTC+2).

#### Grupo A
| Equipo        | Pts | PJ | PG | PE | PP | GF | GC | Dif |
| ------------- | --- | -- | -- | -- | -- | -- | -- | --- |
| Francia       | 7   | 3  | 2  | 1  | 0  | 8  | 1  | 7   |
| Países Bajos  | 6   | 3  | 2  | 0  | 1  | 6  | 5  | 1   |
| Ghana         | 3   | 3  | 1  | 0  | 2  | 2  | 8  | -6  |
| Nueva Zelanda | 1   | 3  | 0  | 1  | 2  | 1  | 3  | -2  |

| 5 de agosto de 2018 | Nueva Zelanda | 1:2 (1:1) | Países Bajos                | Stade de la Rabine, Vannes                           |                                                      |
| 16:30               | Blake 44'     | Reporte   | Kalma 28' · Van Deursen 78' | Asistencia: 2042 espectadores Árbitra: Jana Adámková | Asistencia: 2042 espectadores Árbitra: Jana Adámková |

| 5 de agosto de 2018 | Francia                                         | 4:1 (3:0) | Ghana           | Stade de la Rabine, Vannes                             |                                                        |
| 19:30               | Laurent 6', 31' · Fercocq 27' · Baltimore 90+7' | Reporte   | Owusu-Ansah 58' | Asistencia: 4889 espectadores Árbitra: Kateryna Monzul | Asistencia: 4889 espectadores Árbitra: Kateryna Monzul |

| 8 de agosto de 2018 | Países Bajos                             | 4:0 (3:0) | Ghana | Stade de la Rabine, Vannes                         |                                                    |
| 16:30               | Nouwen 21' · Kalma 28', 32' · Pelova 80' | Reporte   |       | Asistencia: 1709 espectadores Árbitra: Ri Hyang-Ok | Asistencia: 1709 espectadores Árbitra: Ri Hyang-Ok |

| 8 de agosto de 2018 | Francia | 0:0     | Nueva Zelanda | Stade de la Rabine, Vannes                                 |                                                            |
| 19:30               |         | Reporte |               | Asistencia: 5031 espectadores Árbitra: Lidya Tafesse Abebe | Asistencia: 5031 espectadores Árbitra: Lidya Tafesse Abebe |

| 12 de agosto de 2018 | Países Bajos | 0:4 (0:3) | Francia                                    | Stade Marville, Saint-Malo                            |                                                       |
| 16:30                |              | Reporte   | Delabre 10', 31' (pen.), 33' · Laurent 72' | Asistencia: 2262 espectadores Árbitra: Esther Staubli | Asistencia: 2262 espectadores Árbitra: Esther Staubli |

| 12 de agosto de 2018 | Ghana     | 1:0 (0:0) | Nueva Zelanda | Stade Guy-Piriou, Concarneau                               |                                                            |
| 16:30                | Anima 75' | Reporte   |               | Asistencia: 1056 espectadores Árbitra: Edina Alves Batista | Asistencia: 1056 espectadores Árbitra: Edina Alves Batista |

#### Grupo B
| Equipo          | Pts | PJ | PG | PE | PP | GF | GC | Dif |
| --------------- | --- | -- | -- | -- | -- | -- | -- | --- |
| Inglaterra      | 7   | 3  | 2  | 1  | 0  | 10 | 3  | 7   |
| Corea del Norte | 6   | 3  | 2  | 0  | 1  | 5  | 5  | 0   |
| México          | 3   | 3  | 1  | 0  | 2  | 5  | 10 | -5  |
| Brasil          | 1   | 3  | 0  | 1  | 2  | 4  | 6  | -2  |

| 5 de agosto de 2018 | México                        | 3:2 (1:2) | Brasil          | Stade du Clos Gastel, Dinan                           |                                                       |
| 13:30               | Martínez 4' · Ovalle 52', 63' | Reporte   | Kerolin 6', 17' | Asistencia: 1127 espectadores Árbitra: Esther Staubli | Asistencia: 1127 espectadores Árbitra: Esther Staubli |

| 5 de agosto de 2018 | Corea del Norte | 1:3 (0:1) | Inglaterra                   | Stade du Clos Gastel, Dinan                               |                                                           |
| 16:30               | Ja Un-Yong 71'  | Reporte   | Russo 31', 73' · Stanway 60' | Asistencia: 1464 espectadores Árbitra: Stéphanie Frappart | Asistencia: 1464 espectadores Árbitra: Stéphanie Frappart |

| 8 de agosto de 2018 | Brasil         | 1:1 (0:1) | Inglaterra         | Stade du Clos Gastel, Dinan                           |                                                       |
| 13:30               | Ariadina 90+2' | Reporte   | Stanway 11' (pen.) | Asistencia: 1981 espectadores Árbitra: Melissa Borjas | Asistencia: 1981 espectadores Árbitra: Melissa Borjas |

| 8 de agosto de 2018 | Corea del Norte                      | 2:1 (1:1) | México     | Stade du Clos Gastel, Dinan                              |                                                          |
| 16:30               | Choe Kum-Ok 14' · Kim Kyong-Yong 85' | Reporte   | Ovalle 12' | Asistencia: 1591 espectadores Árbitra: Claudia Umpiérrez | Asistencia: 1591 espectadores Árbitra: Claudia Umpiérrez |

| 12 de agosto de 2018 | Brasil    | 1:2 (0:1) | Corea del Norte                    | Stade Guy-Piriou, Concarneau                             |                                                          |
| 13:30                | Geyse 68' | Reporte   | Son Sun-Im 44' · Choe Kum-Ok 90+3' | Asistencia: 1056 espectadores Árbitra: Bibiana Steinhaus | Asistencia: 1056 espectadores Árbitra: Bibiana Steinhaus |

| 12 de agosto de 2018 | Inglaterra                                               | 6:1 (0:1) | México     | Stade Marville, Saint-Malo                           |                                                      |
| 13:30                | Russo 49' · Kelly 53' · Hemp 62', 68', 80' · Stanway 64' | Reporte   | Ovalle 37' | Asistencia: 1362 espectadores Árbitra: Kate Jacewicz | Asistencia: 1362 espectadores Árbitra: Kate Jacewicz |

#### Grupo C
| Equipo         | Pts | PJ | PG | PE | PP | GF | GC | Dif |
| -------------- | --- | -- | -- | -- | -- | -- | -- | --- |
| España         | 7   | 3  | 2  | 1  | 0  | 7  | 3  | 4   |
| Japón          | 6   | 3  | 2  | 0  | 1  | 7  | 1  | 6   |
| Estados Unidos | 4   | 3  | 1  | 1  | 1  | 8  | 3  | 5   |
| Paraguay       | 0   | 3  | 0  | 0  | 3  | 1  | 16 | -15 |

| 6 de agosto de 2018 | Paraguay        | 1:4 (0:1) | España                              | Stade Guy-Piriou, Concarneau                         |                                                      |
| 16:30               | J. Martínez 62' | Reporte   | Guijarro 40', 64', 90+6' · Pina 49' | Asistencia: 1587 espectadores Árbitra: Kate Jacewicz | Asistencia: 1587 espectadores Árbitra: Kate Jacewicz |

| 6 de agosto de 2018 | Estados Unidos | 0:1 (0:0) | Japón       | Stade Guy-Piriou, Concarneau                         |                                                      |
| 19:30               |                | Reporte   | Hayashi 76' | Asistencia: 2332 espectadores Árbitra: Gladys Lengwe | Asistencia: 2332 espectadores Árbitra: Gladys Lengwe |

| 9 de agosto de 2018 | España     | 1:0 (1:0) | Japón | Stade Guy-Piriou, Concarneau                           |                                                        |
| 16:30               | Menayo 16' | Reporte   |       | Asistencia: 2332 espectadores Árbitra: Kateryna Monzul | Asistencia: 2332 espectadores Árbitra: Kateryna Monzul |

| 9 de agosto de 2018 | Estados Unidos                                      | 6:0 (3:0) | Paraguay | Stade Guy-Piriou, Concarneau                     |                                                  |
| 19:30               | Smith 15', 63' · DeMelo 39', 44', 78' · Sanchez 46' | Reporte   |          | Asistencia: 2117 espectadores Árbitra: Qin Liang | Asistencia: 2117 espectadores Árbitra: Qin Liang |

| 13 de agosto de 2018 | España                   | 2:2 (2:0) | Estados Unidos         | Stade du Clos Gastel, Dinan                                |                                                            |
| 13:30                | Guijarro 7' · García 42' | Reporte   | Smith 83' · DeMelo 87' | Asistencia: 1681 espectadores Árbitra: Anna-Marie Keighley | Asistencia: 1681 espectadores Árbitra: Anna-Marie Keighley |

| 13 de agosto de 2018 | Japón                                        | 6:0 (4:0) | Paraguay | Stade de la Rabine, Vannes                           |                                                      |
| 13:30                | Takarada 5', 18', 61' · Ueki 44', 45+3', 60' | Reporte   |          | Asistencia: 1525 espectadores Árbitra: Gladys Lengwe | Asistencia: 1525 espectadores Árbitra: Gladys Lengwe |

#### Grupo D
| Equipo   | Pts | PJ | PG | PE | PP | GF | GC | Dif |
| -------- | --- | -- | -- | -- | -- | -- | -- | --- |
| Alemania | 9   | 3  | 3  | 0  | 0  | 6  | 2  | 4   |
| Nigeria  | 4   | 3  | 1  | 1  | 1  | 2  | 2  | 0   |
| China    | 4   | 3  | 1  | 1  | 1  | 3  | 4  | -1  |
| Haití    | 0   | 3  | 0  | 0  | 3  | 3  | 6  | -3  |

| 6 de agosto de 2018 | Nigeria | 0:1 (0:0) | Alemania    | Stade Marville, Saint-Malo                                |                                                           |
| 13:30               |         | Reporte   | Sanders 69' | Asistencia: 823 espectadores Árbitra: Anna-Marie Keighley | Asistencia: 823 espectadores Árbitra: Anna-Marie Keighley |

| 6 de agosto de 2018 | Haití               | 1:2 (0:1) | China                            | Stade Marville, Saint-Malo                                 |                                                            |
| 16:30               | Mondésir 78' (pen.) | Reporte   | Zhao Yujie 13' · Shen Mengyu 46' | Asistencia: 2015 espectadores Árbitra: Edina Alves Batista | Asistencia: 2015 espectadores Árbitra: Edina Alves Batista |

| 9 de agosto de 2018 | Alemania                 | 2:0 (2:0) | China | Stade Marville, Saint-Malo                                |                                                           |
| 13:30               | Gwinn 31' · Freigang 40' | Reporte   |       | Asistencia: 1194 espectadores Árbitra: Carol-Anne Chenard | Asistencia: 1194 espectadores Árbitra: Carol-Anne Chenard |

| 9 de agosto de 2018 | Haití | 0:1 (0:1) | Nigeria            | Stade Marville, Saint-Malo                           |                                                      |
| 16:30               |       | Reporte   | Ajibade 36' (pen.) | Asistencia: 1801 espectadores Árbitra: Jana Adámková | Asistencia: 1801 espectadores Árbitra: Jana Adámková |

| 13 de agosto de 2018 | Alemania                            | 3:2 (1:0) | Haití             | Stade de la Rabine, Vannes                                 |                                                            |
| 16:30                | Freigang 18' · Kögel 49' · Bühl 60' | Reporte   | Mondésir 63', 73' | Asistencia: 2752 espectadores Árbitra: Lidya Tafesse Abebe | Asistencia: 2752 espectadores Árbitra: Lidya Tafesse Abebe |

| 13 de agosto de 2018 | China            | 1:1 (1:0) | Nigeria                  | Stade du Clos Gastel, Dinan                               |                                                           |
| 16:30                | Zhang Linyan 41' | Reporte   | Dou Jiaxing 90+5' (a.g.) | Asistencia: 1534 espectadores Árbitra: Stéphanie Frappart | Asistencia: 1534 espectadores Árbitra: Stéphanie Frappart |

## Segunda fase
|  | Cuartos de final | Cuartos de final |            |                 | Semifinales  | Semifinales  |  |  | Final | Final |
|  |                  |                  |            |                 |              |              |  |  |       |       |
|  |                  |                  |            |                 |              |              |  |  |       |       |
|  |                  |                  |            |                 |              |              |  |  |       |       |
|  | Francia          | 1                |            |                 |              |              |  |  |       |       |
|  | Francia          | 1                |            |                 |              |              |  |  |       |       |
|  | Corea del Norte  | 0                |            |                 |              |              |  |  |       |       |
|  | Corea del Norte  | 0                | Francia    | 0               |              |              |  |  |       |       |
|  |                  |                  | Francia    | 0               |              |              |  |  |       |       |
|  |                  | España           | 1          |                 |              |              |  |  |       |       |
|  | España           | España           | 1          | 2               |              |              |  |  |       |       |
|  | España           |                  |            | 2               |              |              |  |  |       |       |
|  | Nigeria          | 1                |            |                 |              |              |  |  |       |       |
|  | Nigeria          | 1                | España     | 1               |              |              |  |  |       |       |
|  |                  |                  | España     | 1               |              |              |  |  |       |       |
|  |                  | Japón            | 3          |                 |              |              |  |  |       |       |
|  | Inglaterra       | Japón            | 3          | 2               |              |              |  |  |       |       |
|  | Inglaterra       |                  |            | 2               |              |              |  |  |       |       |
|  | Países Bajos     | 1                |            |                 |              |              |  |  |       |       |
|  | Países Bajos     | 1                | Inglaterra | 0               | Tercer lugar | Tercer lugar |  |  |       |       |
|  |                  |                  | Inglaterra | 0               |              |              |  |  |       |       |
|  |                  | Japón            | 2          |                 |              |              |  |  |       |       |
|  | Alemania         | Japón            | 2          | 1               | Francia      | 1 (2)        |  |  |       |       |
|  | Alemania         |                  |            | 1               | Francia      | 1 (2)        |  |  |       |       |
|  | Japón            | 3                |            | Inglaterra (p.) | 1 (4)        |              |  |  |       |       |
|  | Japón            | 3                |            |                 | 1 (4)        |              |  |  |       |       |
|  |                  |                  |            |                 |              |              |  |  |       |       |
|  |                  |                  |            |                 |              |              |  |  |       |       |

### Cuartos de final
| 16 de agosto de 2018 | España                       | 2:1 (2:0) | Nigeria  | Stade Guy Piriou, Concarneau                     |                                                  |
| 16:00                | Bonmatí 13' · Guijarro 45+2' | Reporte   | Efih 57' | Asistencia: 1829 espectadores Árbitra: Qin Liang | Asistencia: 1829 espectadores Árbitra: Qin Liang |

| 16 de agosto de 2018 | Francia            | 1:0 (1:0) | Corea del Norte | Stade Guy Piriou, Concarneau                              |                                                           |
| 19:30                | Delabre 29' (pen.) | Reporte   |                 | Asistencia: 2462 espectadores Árbitra: Carol-Anne Chenard | Asistencia: 2462 espectadores Árbitra: Carol-Anne Chenard |

| 17 de agosto de 2018 | Inglaterra       | 2:1 (2:1) | Países Bajos | Stade de la Rabine, Vannes                         |                                                    |
| 16:00                | Stanway 20', 23' | Reporte   | Pelova 12'   | Asistencia: 2737 espectadores Árbitra: Ri Hyang-ok | Asistencia: 2737 espectadores Árbitra: Ri Hyang-ok |

| 17 de agosto de 2018 | Alemania  | 1:3 (0:0) | Japón                              | Stade de la Rabine, Vannes                                 |                                                            |
| 19:30                | Minge 82' | Reporte   | Endo 59' · Ueki 70' · Takarada 73' | Asistencia: 3211 espectadores Árbitra: Edina Alves Batista | Asistencia: 3211 espectadores Árbitra: Edina Alves Batista |

### Semifinales
| 20 de agosto de 2018 | Inglaterra | 0:2 (0:2) | Japón               | Stade de la Rabine, Vannes                               |                                                          |
| 16:00                |            | Reporte   | Ueki 22' · Endo 27' | Asistencia: 2807 espectadores Árbitra: Claudia Umpiérrez | Asistencia: 2807 espectadores Árbitra: Claudia Umpiérrez |

| 20 de agosto de 2018 | Francia | 0:1 (0:0) | España       | Stade de la Rabine, Vannes                            |                                                       |
| 19:30                |         | Reporte   | Guijarro 51' | Asistencia: 5324 espectadores Árbitra: Melissa Borjas | Asistencia: 5324 espectadores Árbitra: Melissa Borjas |

### Tercer puesto
| 24 de agosto de 2018 | Francia                             | 1:1 (0:0) (2:4 p.)         | Inglaterra                              | Stade de la Rabine, Vannes                           |                                                      |
| 16:00                | Laurent 68' (pen.)                  | Reporte                    | Stanway 46'                             | Asistencia: 4706 espectadores Árbitra: Gladys Lengwe | Asistencia: 4706 espectadores Árbitra: Gladys Lengwe |
|                      |                                     | Tiros desde el punto penal |                                         |                                                      |                                                      |
|                      | Thibaud · Bacha · Laurent · Delabre |                            | Stanway · Hemp · Russo · Peplow · Allen |                                                      |                                                      |

### Final
| 24 de agosto de 2018                                                                                    | España      | 1:3 (0:1) | Japón                                    | Stade de la Rabine, Vannes                                |                                                           |
| 19:30                                                                                                   | Andújar 71' | Reporte   | Miyazawa 38' · Takarada 57' · Nagano 65' | Asistencia: 5409 espectadores Árbitra: Stéphanie Frappart | Asistencia: 5409 espectadores Árbitra: Stéphanie Frappart |
| Japón es el primer país en ganar las 3 Copas Mundiales Femeninas de la FIFA: Sub-17, Sub-20 y absoluta. |             |           |                                          |                                                           |                                                           |

|                           |
| Bandera de Japón          |
| Campeón Japón 1.er título |

| España | Japón |

| POR         | 21 | Catalina Coll          |     |     |
| DEF         | 3  | Berta Pujadas          |     |     |
| DEF         | 4  | Laia Aleixandri        | 77' |     |
| DEF         | 11 | Carmen Menayo          |     |     |
| DEF         | 12 | Lucía Rodríguez        | 71' | 71' |
| MED         | 6  | Damaris Egurrola       |     |     |
| MED         | 8  | Patricia Guijarro      |     |     |
| MED         | 18 | Eva Navarro            |     |     |
| DEL         | 10 | Maite Oroz             |     | 80' |
| DEL         | 15 | Candela Andújar        |     |     |
| DEL         | 20 | Claudia Pina           |     |     |
| Sustitutas: |    |                        |     |     |
| POR         | 1  | María Isabel Rodríguez |     |     |
| DEL         | 5  | Andrea Sierra          |     |     |
| MED         | 7  | Nuria Rábano           |     |     |
| MED         | 9  | Paula Fernández        |     | 71' |
| POR         | 13 | Noelia Ramos           |     |     |
| MED         | 16 | Silvia Rubio           |     |     |
| DEL         | 17 | Lucía García           |     |     |
| DEF         | 19 | Paula Sancho           |     | 80' |
| MED         | 14 | Aitana Bonmatí         |     |     |
| DEF         | 2  | Ona Batlle             |     |     |
| Entrenador: |    |                        |     |     |
| Pedro López |    |                        |     |     |

| POR           | 18 | Hannah Stambaugh |     |     |
| DEF           | 3  | Miyu Takahira    |     |     |
| DEF           | 4  | Moeka Minami     |     |     |
| DEF           | 6  | Hana Takahashi   |     |     |
| DEF           | 13 | Asato Miyagawa   |     |     |
| MED           | 7  | Honoka Hayashi   |     |     |
| MED           | 9  | Hinata Miyazawa  |     |     |
| MED           | 10 | Fuka Nagano      |     |     |
| MED           | 20 | Jun Endo         | 79' |     |
| DEL           | 11 | Saori Takarada   |     |     |
| DEL           | 19 | Riko Ueki        |     | 90' |
| Sustitutas:   |    |                  |     |     |
| POR           | 1  | Aguri Suzuki     |     |     |
| DEF           | 2  | Nana Ono         |     |     |
| DEF           | 5  | Riko Ushijma     |     |     |
| MED           | 8  | Yui Fukuta       |     |     |
| MED           | 12 | Yurina Imai      |     |     |
| DEL           | 14 | Mami Muraoka     |     | 90' |
| MED           | 15 | Mizuka Sato      |     |     |
| DEL           | 16 | Fuka Kono        |     |     |
| DEF           | 17 | Nanami Kitamura  |     |     |
| POR           | 21 | Mai Fukuta       |     |     |
| Entrenador:   |    |                  |     |     |
| Futoshi Ikeda |    |                  |     |     |

| Jugadora del partido: Saori Takarada Árbitras asistentes: Manuela Nicolosi Michelle O'Neill Cuarta árbitra: Edina Alves Batista Quinta árbitra: Kim Kyoung-min Comisaria del partido: Sun Wen | Reglas del partido: - 90 minutos. - 30 minutos de tiempo suplementario si fuera necesario. - Tiros desde el punto penal si el resultado siguiera empatado. - Un máximo de 10 jugadoras sustitutos. - Máximo de tres cambios, con un cuarto permitido en la prórroga. Tiempo: - Nublado, 19 °C - Viento: 19 km/h - 62% humedad |

| Estadísticas      | Bandera de España | Bandera de Japón |
| Tiros             | 15                | 16               |
| Tiros a puerta    | 4                 | 10               |
| Faltas            | 8                 | 6                |
| Saques de esquina | 6                 | 4                |
| Penaltis          | 0                 | 0                |
| Fueras de juego   | 2                 | 0                |
| Posesión de balón | 61%               | 39%              |

## Estadísticas

### Tabla general
| Pos. | Equipo          | Pts | PJ | PG | PE | PP | GF | GC | Dif. | Rend.   |
| ---- | --------------- | --- | -- | -- | -- | -- | -- | -- | ---- | ------- |
| 1    | Japón           | 15  | 6  | 5  | 0  | 1  | 15 | 3  | 12   | 86,67 % |
| 2    | España          | 13  | 6  | 4  | 1  | 1  | 11 | 7  | 4    | 80 %    |
| 3    | Inglaterra      | 11  | 6  | 3  | 2  | 1  | 13 | 7  | 6    | 61,11 % |
| 4    | Francia         | 11  | 6  | 3  | 2  | 1  | 10 | 3  | 7    | 61,11 % |
| 5    | Alemania        | 9   | 4  | 3  | 0  | 1  | 7  | 5  | 2    | 75 %    |
| 6    | Países Bajos    | 6   | 4  | 2  | 0  | 2  | 7  | 7  | 0    | 50 %    |
| 7    | Corea del Norte | 6   | 4  | 2  | 0  | 2  | 5  | 6  | -1   | 50 %    |
| 8    | Nigeria         | 4   | 4  | 1  | 1  | 2  | 3  | 4  | -1   | 33,33 % |
| 9    | Estados Unidos  | 4   | 3  | 1  | 1  | 1  | 8  | 3  | 5    | 44,44 % |
| 10   | China           | 4   | 3  | 1  | 1  | 1  | 3  | 4  | -1   | 44,44 % |
| 11   | México          | 3   | 3  | 1  | 0  | 2  | 5  | 10 | -5   | 33,33 % |
| 12   | Ghana           | 3   | 3  | 1  | 0  | 2  | 2  | 8  | -6   | 33,33 % |
| 13   | Brasil          | 1   | 3  | 0  | 1  | 2  | 4  | 6  | -2   | 11,11 % |
| 14   | Nueva Zelanda   | 1   | 3  | 0  | 1  | 2  | 1  | 3  | -2   | 11,11 % |
| 15   | Haití           | 0   | 3  | 0  | 0  | 3  | 3  | 6  | -3   | 0 %     |
| 16   | Paraguay        | 0   | 3  | 0  | 0  | 3  | 1  | 16 | -15  | 0 %     |

### Goleadoras
| Jugadora          | Selección      | Goles | Asis. | Min. |
| ----------------- | -------------- | ----- | ----- | ---- |
| Patricia Guijarro | España         | 6     | 3     | 540  |
| Georgia Stanway   | Inglaterra     | 6     | 0     | 521  |
| Saori Takarada    | Japón          | 5     | 3     | 475  |
| Riko Ueki         | Japón          | 5     | 1     | 461  |
| Emelyne Laurent   | Francia        | 4     | 1     | 462  |
| Amelie Delabre    | Francia        | 4     | 0     | 246  |
| Savannah DeMelo   | Estados Unidos | 4     | 0     | 253  |
| Jacqueline Ovalle | México         | 4     | 0     | 261  |
| Lauren Hemp       | Inglaterra     | 3     | 3     | 486  |
| Fenna Kalma       | Países Bajos   | 3     | 2     | 338  |
| Sophia Smith      | Estados Unidos | 3     | 1     | 253  |
| Alessia Russo     | Inglaterra     | 3     | 1     | 490  |
| Nérilia Mondésir  | Haití          | 3     | 0     | 270  |

## Premios

### Balón de oro
El Balón de Oro se otorga a la mejor jugadora de la competición, quien es escogida por un grupo técnico de FIFA basándose en las actuaciones a lo largo de la competencia, para la evaluación son tomados en cuenta varios aspectos como las capacidades ofensivas y defensivas, los goles anotados, las asistencias a gol, el liderazgo para con su equipo, el comportamiento de la jugadora y la instancia a donde llegue su equipo. La segunda mejor jugadora se lleva el Balón de Plata y la tercera el Balón de Bronce.
| Premio          |                 | Jugadora          | Selección |
| --------------- | --------------- | ----------------- | --------- |
| Balón de Oro    | Balón de Oro    | Patricia Guijarro | España    |
| Balón de Plata  | Balón de Plata  | Saori Takarada    | Japón     |
| Balón de Bronce | Balón de Bronce | Moeka Minami      | Japón     |

### Bota de oro
La Bota de Oro, es el premio para la mayor goleadora del mundial, para escoger a la ganadora, se toman en cuenta en primera instancia y ante todo, los goles anotados, y en caso de empate son tomadas en cuenta las asistencias de goles realizadas y finalmente quien tenga la mayor cantidad de goles en la menor cantidad de minutos jugados y por tanto mayor efectividad. La segunda mayor goleadora se lleva la Bota de Plata y la tercera la Bota de Bronce. 
| Premio         |                | Jugadora          | Selección  | Goles |
| -------------- | -------------- | ----------------- | ---------- | ----- |
| Bota de Oro    | Bota de Oro    | Patricia Guijarro | España     | 6     |
| Bota de Plata  |                | Georgia Stanway   | Inglaterra | 6     |
| Bota de Bronce | Bota de Bronce | Saori Takarada    | Japón      | 5     |

### Mejor portera
El Guante de Oro, es el premio a la mejor portera de la Copa del mundo, y es otorgado por un grupo técnico de FIFA, que evalúa a todas las jugadoras de esa posición, basándose en las actuaciones a lo largo de la competencia. 
| Premio        |               | Jugadora      | Selección  |
| ------------- | ------------- | ------------- | ---------- |
| Guante de Oro | Guante de Oro | Sandy MacIver | Inglaterra |

### Juego limpio
El Premio al Juego Limpio de la FIFA, es otorgado por un grupo técnico de la FIFA para el equipo con el mejor récord de juego limpio, es decir aquel equipo que acumule menos faltas, menos tarjetas amarillas y rojas, así como aquel equipo con mayor respeto hacia el árbitro, hacia los contrarios y hacia el público. Todos estos aspectos son evaluados, a través de un sistema de puntos y criterios establecidos por el Reglamento de la competencia.
| Premio                            | Selección |
| Premio al Juego Limpio de la FIFA | Japón     |
| --------------------------------- | --------- |

### Gol del torneo
| Selección     | Jugadora              | Resultado Final | Rival          |
| ------------- | --------------------- | --------------- | -------------- |
| México        | Jacqueline Ovalle 52' | 3:2             | Brasil         |
| Nueva Zelanda | Hannah Blake          | 1:2             | Países Bajos   |
| Brasil        | Kerolin 17'           | 2:3             | México         |
| Países Bajos  | Eva van Deursen       | 2:1             | Nueva Zelanda  |
| Alemania      | Giulia Gwinn          | 2:0             | China          |
| Japón         | Honoka Hayashi        | 1:0             | Estados Unidos |
| Inglaterra    | Georgia Stanway       | 6:1             | México         |
| Japón         | Fuka Nagano           | 3:1             | España         |
| Francia       | Emelyne Laurent 6'    | 4:1             | Ghana          |
| China         | Zhang Linyan          | 1:1             | Nigeria        |